# Jan Ryska
Jan Ryska (19. ledna 1916 Ctiboř – 14. prosince 1983 Praha) byl český spisovatel, pedagog, publicista a redaktor.

## Život

### Mládí
Jeho otec byl dělníkem. Základní školu vychodil Jan Ryska v Líšťanech u Loun, na reálce maturoval v Lounech v roce 1934. Poté vystudoval Státní pedagogický institut, studium ukončil v roce 1935 a nastoupil na vojenskou službu. Od roku 1937 do roku 1943 učil na různých školách, poté byl do konce války pracovně nasazen v továrně Letov.

### Spolupráce se Zdeňkem Nejedlým
Po válce se navrátil k učitelskému povolání, od roku 1947 studoval na Ústřední novinářské škole při ÚV KSČ. Po ukončení tohoto studia se v roce 1948 stal na Ministerstvu školství, věd a umění pracovníkem sekretariátu a vedoucím tiskového a propagačního oddělení. Ministrem byl v té době Zdeněk Nejedlý.
Ryskovy příspěvky v tisku týkající se školství byly v duchu myšlenek jeho nadřízeného, ministra Zdeňka Nejedlého. Spolu s Jaroslavem Kojzlarem vydal k 75. narozeninám Zdeňka Nejedlého publikaci pro děti O Zdeňkovi Nejedlém,
V roce 1952 otiskly Literární noviny Ryskovy verše oslavující právě zemřelého básníka S. K. Neumanna. obdivně o něm napsal i do časopisu pro děti Mateřídouška (č. 11/1952).
Na práci ministerského úředníka navázal letech 1953–1958 jako vedoucí kulturní rubriky časopisu Svět sovětů a poté redaktor měsíčníku Praha-Moskva.

### Práce pro děti
V letech 1963–1967 vedl v Čs. rozhlase vysílání pro mládež. Od října 1967 se stal šéfredaktorem Pionýrských novin. Ty se pod jeho vedením přeměnily na populární dětský časopis Sedmička, který vycházel od května 1968 do roku 1992. Jan Ryska zůstal šéfredaktorem Sedmičky až do svého odchodu do důchodu.
Od šedesátých let 20. století začal též knižně publikovat svá díla pro mládež.

### Závěr života
Pětašedesátých narozenin Jana Rysky si povšimlo Rudé právo příznivým hodnocením jeho tvorby pro děti. Zemřel v Praze ve věku 67 roků.

## Dílo

### Příspěvky v tisku
Po válce publikoval příležitostně verše v denících a časopisech. Psal poznámky o kultuře.

### Knižní vydání – publikace s politickým akcentem
- Lenin : O jeho životě a díle (Pro žactvo škol I. a II. stupně, autoři Karel Hanuš, Jaroslav Kojzar, Jan Ryska, Praha, Státní nakladatelství, 1949)
- Čítanka pro 4. postupný ročník národních škol (Autoři: Bohumil Říha, Josef Šlajer, Jan Ryska ; Výběr obr.: Bohdan Lacina, Libuše Baňovská, Praha, SPN, 1952 a 1953)
- O výchově a vzdělání (Autor Zdeněk Nejedlý, úvod „Zdeněk Nejedlý – strážce pokrokové učitelské tradice a bojovník za socialistickou školu“ napsali Jaroslav Kojzar a Jan Ryska, Praha SPN, 1953)
- O Zdeňkovi Nejedlém (autoři Jaroslav Kojzar, Jan Ryska; Praha, SNDK, 1953)
- Vítězná cesta (O životě a díle Zdeňka Nejedlého, autoři Jaroslav Kojzar, Jan Ryska, předmluvá Zdena Nedvědová-Nejedlá; Praha, Mladá fronta, 1953)
- Náš Jiří Wolker (Il. Zdeněk Filip, Praha, SNDK, 1956)

### Knižní vydání – publikace pro děti
- Pasou se ovečky na stráni (Autoři Jan Ryska, Viktor Polášek, Praha, Státní nakladatelství dětské knihy, 1955)
- Anička a její přátelé (il. Václav Šprungl, Praha, SNDK, 1960
- Anička z 1.A (il. Václav Šprungl, Praha, SNDK, 1962; další vydání viz Poznámka)[p 2]
- Táto, sežeň štěně (ilustroval a obálku navrhl Josef Paleček, Praha, Státní nakladatelství dětské knihy, 1963)
- Jožánek (Il. Helena Rokytová, Praha, SNDK, 1966)
- Dědeček, Kyliján a já (ilustrovala Helena Rokytová, Praha, Albatros, 1973 a 1980)
- Lodní deník o příhodách Budhy, Pípy a Šerifa (Il. Václav Kabát, Praha, Mladá fronta, 1973 a Albatros, 1981)
- Martin v ráji (Pro začínající čtenáře, il. Zdeněk Mlčoch, Praha, Albatros, 1975, 1979 a 1991)
- Trojí přání (Povídky, autoři Marie Majerová, Petr Jilemnický, il. Alena Janoušková, Praha, Orbis, 1975)
- Podivuhodný pan Magnusek (ilustroval Adolf Born, Praha, Albatros, 1976)
- Kluk jako jehla (il. Jiří Kalousek, Praha, Albatros, 1978)
- Severák (il. Jiří Kalousek, Praha, Albatros, 1978)
- Kytlický vodník (Il. Jiří Kalousek, Ústí nad Labem, Severočeské nakladatelství, 1979 a Praha, Erika, 1995)
- Dějiny naší rodiny (Praha, Albatros, 1981)
- Ne, smutné knížky nepíšu (V Praze, Albatros, 1981)
- Byli jsme tři (náš děda, pan učitel a já) (il. Jiří Kalousek, Praha, Albatros, 1982)

### Filmografie
- Dědeček, Kylián a já (námět a scénář, 1967, režie Jiří Hanibal, role dědečka Rudolf Deyl)
- Táto, sežeň štěně! (námět a scénář, 1964, režie Milan Vošmik, hl. role Miroslav Horníček)
- Anička jde do školy (námět Anička z I. A, 1962, režie Milan Vošmik).

### Rozhlas
- Kniha "Táto, sežeň štěně!" byla v r. 1964 zpracována v Československém rozhlase jako četba na pokračování. Četli Zdeněk Dítě a Věra Kubánková.
- V roce 1966 uvedl Československý rozhlas jeho hru o narušené mládeži Blueberry Hill (reprízovanou 1969). V hlavních rolích vystoupili Jaroslav Satoranský a Jiří Krampol.[11]
- Ryskův Lodní deník byl vysílán jako rozhlasová četba pro děti

## Zajímavost
Jan Ryska vlastnil chalupu v Kytlici, stejně jako např. Miroslav Horníček, Vlastimil Brodský a další. V Kytlici byl podle jeho scénáře natáčen film Táto, sežeň štěně a odehrává se v ní Ryskova kniha Kytlický vodník.